# Egy, kettő, három (film, 1961)
Az Egy, kettő, három (One, two, three) 1961-ben bemutatott amerikai filmvígjáték, mely Molnár Ferenc azonos című színdarabja alapján készült. Az egyetlen irodában, valós időben játszódó színdarabhoz képest a karakterek személyiségjegye más, indítékuk sem azonos. A lényegesen kibővített cselekmény a megosztott Berlinben játszódik, néhány hónappal a határok lezárása és a berlini fal építése előtt. A kapitalizmust, kommunizmust, a burkoltan még jelenlévő nácizmust kifigurázó bő humorú, igen gyors tempójú vígjátékot Billy Wilder rendezte. A film szinte teljes egészét eredeti berlini helyszíneken, többek között a Coca-Cola üzemében forgatták.
A film a címét az eredeti színdarab után kapta, miszerint lehetséges egy embert egyetlen óra alatt átalakítani, mint egy bűvészmutatványban: „egy, kettő, három, abrakadabra, s láss csodát“.

## Cselekmény
1961, Berlin. A város már régóta szektorokra osztott, de a keleti és nyugati városrész között még szabad az átjárás. Nyugaton zajlik az újjáépítés és pezseg az élet, a keleti rész még romokban, de a nyugat elleni ideológia hadviselés minden fronton zajlik. C.R. MacNamara, barátainak csak Mac, középkorú amerikai üzletember, a Coca-Cola cég berlini üzletágának a főnöke. Előtte a Közel-Kelet volt a terepe, de Benny Goodman miatt lefokozták és több kellemetlen kitérő után Berlinbe helyezték (Benny Goodman jótékonysági koncertet tartott volna, de a gépe homokviharba került és emiatt nem érkezett meg, a harmincezres tömeg haragjában a nagykövetség elé vonult, a rendőrség a tüntetőket szétverte, azok meg bosszúból felgyújtották a Coca-Cola helyi palackozó üzemét). Titkárának el is panaszolja, azelőtt kilenc ország, most meg egy fél város a felségterülete, de az is bármikor felrobbanhat...
Berlinben az üzlet remekül megy, csak a demokráciát megszokni nem képes, túl fegyelmezett, bokacsattogtató alkalmazottakat viseli nehezen. Titkára a szolgálatkész Schlemmer, aki a háború alatt a berlini földalattit vezette (ezért úgymond semmit nem tudott a fent zajló eseményekből, ugyanis nekik ott lent senki nem szólt mi zajlik a felszínen). Titkárnője, egyben szeretője Fräulein Ingeborg, a platinaszőke, egyszerre jéghideg és tűzforró német bombázó. Mac legújabb terve, hogy Peripecsikov elvtárs és még két szovjet üdítőipari szakember (valójában egymást figyelő ügynökök) segítségével betörjön a szovjet piacra, ettől azt reméli, európai igazgatóvá nevezik ki Londonban. A szovjet elvtársakat Ingeborg látványa teljesen megbolondítja, ragaszkodnak hozzá, hogy ő vigye majd át a szerződéstervezetet Kelet-Berlinbe. Mac felesége a két gyerekkel épp Velencébe indulna nyaralásra, amikor Amerikából hívás jön, a nagyfőnök kéri, két hétig vigyázzanak a Berlinbe érkező 17 éves butuska, naiv, hisztis, meglehetősen forró vérű és nehezen kezelhető lányára. Azt is közli, hogy a cég üzletpolitikájába nem fér bele a keleti terjeszkedés. A család velencei nyaralása, Mac két szép hete Ingeborggal, valamint a szovjet piacra betörés odalett.
A két hétből lett két hónap viszonylag nyugalomban telik el, mikor a nagyfőnök jelzi, repülővel másnap Berlinbe érkezik, hogy hazavigye a lányát. Ugyanekkor csöng a telefon, felesége hívja, Scarlett eltűnt, érintetlen az ágya, nem tudni hol van. A cég sofőrje elárulja, hogy a lány minden éjjel keletre megy és csak reggel jön vissza, ő hozza és viszi, de erre nagyon komoly oka van, napi 50 márka a fuvarért és 50 a hallgatásért. Mac pánikba esik, ha nem tud elszámolni a lánnyal, neki vége. Már riadóztatná a rendőrfőnököt, a nagykövetet, mikor beállít az eltűnt Scarlett. Közli, szerelmes lett Ottóba, egy kelet-berlini kommunista fiúba, aki a ház előtt várakozik. A motorkerékpáros fiú Scarlett kérésére nagy nehezen feljön, majd szónoklatot tart a kapitalizmus romlottságáról és a kommunizmus dicsőségéről, szavait hallgatva Scarlett el van olvadva a szerelemtől és az elragadottságtól. Közli, hiába jön holnap a papa, ők már titokban összeházasodtak és az esti vonattal utaznak Moszkvába, mire ide ér, ők már a Vörös téren sétálgatnak. A vonat esti indulásáig mindketten hazamennek pakolni.
MacNamara eldönti, hogy a szökést bármi áron meg kell akadályozni. Úgymond nászajándékul Ottónak adja a falon lévő, a Yankee Doodle dallamát zenélő kakukkosórát. Schlemmer a motor kipufogójára egy „oroszok menjetek haza“ feliratú léggömböt erősít. A léggömb eredetileg keleti volt, „jenkik menjetek haza“ feliratát Schlemmer festette át. A fiú visszamegy keletre, de mire átér, a kipufogógáz felfújja a léggömböt. A rendőrök pont akkor érik utol, amikor a kakukkosóra is működésbe lép a Yankee Doodle dallamával. A fiú hiába tiltakozik, hogy párttag és elkötelezett kommunista, amerikai propaganda és kémkedés vádjával beviszik a rendőrségre.
A probléma megoldódott volna, ám ekkor még rosszabb helyzet áll elő. Kiderül, hogy Scarlett terhes, tehát apát kell felmutatni, vagyis Ottót ki kell hozni a keleti rendőrségről. Erre csak Peripecsikov képes, az akcióért Ingeborg a fizetség, akire régóta pályázik. Az üzletet a lerobbant Hotel Patyomkinban (előző nevei Hotel Göring, Hotel Bismarck) kötik meg, egy hektikus buli keretében. Otto ekkorra a kínzások hatására már bevallotta, hogy amerikai kém, alá is írta a vallomását. Peripecsikov és elvtársai szovjet rendőröknek mondva magukat kihozzák a rendőrségről, ezután az amerikaiak visszaindulnak vele nyugatra. Mivel egy ügyes trükkel a „vételárat“, Ingeborgot is visszaszöktetik, Peripecsikovék a nyomukba erednek, az akcióból humoros Mercedes-Moszkvics autós üldözés lesz a romos Kelet-Berlinen át. Az üldözés során a szovjetek Moszkvicsa fokozatosan szétesik, majd a Brandenburgi kapu egyik oszlopán rommá törik.
Ottó visszamenne keletre, de mivel bevallotta, hogy amerikai kém, ott börtön vár rá. Noha még mindig hisz az eszmében, rájön, itt kommunista, ott kém, nincs hazája, nincs semmije. Mac eszébe juttatja, hogy van viszont egy gazdag felesége. Ekkor megcsörren a telefon, a főnök már Londonban van, ahol egy üzenetből megtudja, hogy hamarosan nagypapa lesz. A táviratot Mac felesége küldte. Főhősünk kénytelen azt hazudni, hogy Scarlett férje egy kiváló családból származó, tanult, szorgalmas, kulturált fiatalember. Három órája maradt a londoni járat megérkezéséig, vagyis a szedett-vetett, ágrólszakadt Ottó teljes átalakítására is ennyi ideje van csak.
Mac riadót és teljes mozgósítást rendel el osztályán, amitől Schlemmer bokáját összecsapva fellelkesül: „ó, azok a régi szép idők“. MacNamara igen határozott intézkedésekbe kezd. Elegáns ruha-, cipő- és kalapszalonoktól kér azonnali kiszállítást, fodrász, manikűrös, ügyvéd, jegygyűrűs, nyakkendős, virágos is azonnal kell. Az iroda hamarosan egy ruhakereskedésre kezd hasonlítani. Amikor meghozzák az ebédet, kiderül, Ottót meg kell tanítani kulturáltan enni is. Az átalakítás szépen halad, de Ottó kissé naiv és utópista kommunista eszméi maradnak.
A származással viszont továbbra is gond van. Waldemar von Droste-Schattenburg gróf az egyik legrégibbi német nemesi család sarja. Tökéletesen elszegényedett, jelenleg a Kempinsky szálloda mosdójában dolgozik, mint vécésbácsi, de úri modora és méltósága ennek ellenére megmaradt. Bizonyos összeg fejében vállalja, hogy Ottót fiává fogadja és a nevére veszi. Ötszáz dollár extra pénz fejében a családi címert is odaadja, valamint egy képet a háborúban lebombázott családi kastélyról. A kastélyt nem az amerikai légierő, hanem a török csapatok bombázták le, 1683-ban...
Ruha és cím már van, ezután egy névleges állást kreál számára, ő lesz a palackozási üzemág vezetője. Ottó kinézetre már tökéletes úriember, de kommunista eszméi továbbra is megmaradtak, amikor beállít a lóvá tett és felháborodott Peripecsikov elvtárs. Ottó vissza akar vele menni keletre, de az nehéz lesz, Peripecsikov ugyanis a botrányos eset után beárulta a két másik ügynököt, majd egyikük papírjával átszökött nyugatra. Mentsége, ha ő nem teszi meg azokkal, ők tették volna meg vele. Ottó ezeket hallva végképp kiábrándul nem csak az eszméből, de a teljes emberiségből is. Mivel Peripecsikovnak az ellopott szovjet árukkal való üzleteléshez szüksége van egy két nyelven beszélő titkárnőre, kéri az odaígért Ingeborgot. Ellenállhatatlan ajánlata: könnyű munkakör, rugalmas munkaidő, sok szabadidő, igen jó fizetés, sok utazás és rengeteg járulékos szolgáltatás... Mivel Mac teljesen biztos a londoni állásában, átengedi neki titkárnőjét. 
Scarlett szülei megérkeznek a repülőtérre, csak perceken múlt a teljes siker. Az egész család el van ragadtatva az átvedlett Ottótól, viszont az akció túl jól sikerült, a „kifogástalan származású és neveltetésű, szorgalmas Otto von Droste-Schattenburg", aki három órával korábban még Otto Ludwig Piffl néven ágrólszakadt kommunista volt, lesz kinevezve Londonba európai igazgatónak. Cserébe MacNamarát is kiemelik, az atlantai központban lesz aligazgató, amit az Atlantát és az unalmas életmódot nem kedvelő Mac büntetésnek érez, az évek óta tartó folyamatos ide-oda költözködésektől és a férje nagyon szolgálatkész titkárnőitől megcsömörlött felesége viszont a legnagyobb örömmel fogad.

## Szereposztás
| Szerep                                             | Színész              | Magyar hangja (1. szinkron) | Magyar hangja (2. szinkron) |
| -------------------------------------------------- | -------------------- | --------------------------- | --------------------------- |
| C.R. MacNamara, a Coca-Cola cég berlini igazgatója | James Cagney         | Maros Gábor                 | Barbinek Péter              |
| Phyllis MacNamara, a felesége                      | Arlene Francis       | Menszátor Magdolna          | Bessenyei Emma              |
| Otto Ludwig Piffl, keletnémet kommunista ifjonc    | Horst Buchholz       | Rékasi Károly               | N/A                         |
| Wendell P. Hazeltine, amerikai igazgató            | Howard St. John      | Perlaki István              | Dobos Imre                  |
| Scarlett Hazeltine, a lánya                        | Pamela Tiffin        | Tóth Auguszta               | Vadász Bea                  |
| Melanie Hazeltine, a felesége                      | Loïs Bolton          | Czigány Judit               | Csíky Ibolya                |
| Schlemmer, készséges titkár                        | Hanns Lothar         | Borbély László              | Berzsenyi Zoltán            |
| Peripecsikov felügyelő, kövér szovjet elvtárs      | Leon Askin           | Ujlaki Dénes                | Medgyesfalvy Sándor         |
| Borogyenko, kopasz szovjet elvtárs                 | Ralf Wolter          | Csuja Imre                  | Vári Attila                 |
| Miskin, bajuszos szovjet elvtárs                   | Peter Capell         | Palóczy Frigyes             | Bolla Róbert                |
| Fritz, MacNamara sofőrje                           | Karl Lieffen         | Varga T. József             | N/A                         |
| Waldemar von Droste-Schattenburg gróf              | Hubert von Meyerinck | Buss Gyula                  | Kiss Csaba                  |
| Zeidlitz, MacNamara ügyvéde                        | Karl Ludwig Lindt    | Melis Gábor                 | Meleg Vilmos                |
| Ingeborg kisasszony, MacNamara szőke titkárnője    | Liselotte Pulver     | Kiss Erika                  | N/A                         |
| Krause, a palackozó üzem vezetője                  | John Banner          | Végh Ferenc                 | N/A                         |
| Berta, házvezetőnő                                 | Rose Renée Roth      | Némedi Mari                 | Bányai Irén                 |
| Rövidárus                                          | Jaspar von Oertzen   | Kardos Gábor                | N/A                         |
| Újságíró, egykori SS-tiszt                         | Til Kiwe             | N/A                         | Török Sándor                |
| Dr. Bauer, háziorvos                               | Henning Schlüter     | N/A                         | Meleg Vilmos                |
| A Hotel Patyomkin zenekarának karmestere, énekese  | Friedrich Hollaender | (saját hangján)             | (saját hangján)             |

## Koncepció és forgatás
A film Molnár Ferenc 1929-es színműve alapján készült, melyben egy bankigazgatónak mindössze egy órája van, hogy a nála vendégeskedő millimoslány nagyon egyszerű taxisofőr férjét elfogadható vejjé faragja. Billy Wilder ezt a történetet faragta át újabb cselekményvonal beiktatásával olyan politikai vígjátékká és hidegháborús szatírává, mely a háború utáni német „romfilmek“ (trümmelfilm) hangulatát is hozza. A cselekmény helyszíne egy bankigazgató irodája helyett az Európa megosztottságát és a hidegháborús hisztériát jelképező Berlin lett, azon belül is az egyik legamerikaiabb termék, a Coca-Cola berlini palackozó üzeme. 
Cél volt egy üresjárat és lassítás nélküli, felfokozott tempójú, poénözönös vígjáték, melyben visszafogottan és humorosan ugyan, de az amerikai életforma ugyanúgy kigúnyolásra kerül, mint a kommunizmus, vagy a Németországban a felszín alatt még jelenlévő nácizmus. A filmben számos aktuálpolitikai utalás történik, pl. az NDK felvonulók Kennedyt és az U-2 kémrepülő ügyet említő plakátjai. MacNamara neve is az 1961-ben megválasztott Robert McNamara védelmi miniszterre utal, főként a nagyon hasonló arc és frizura miatt. 
Billy Wilder fiatal éveiben, még mielőtt Amerikába emigrált, Berlinben is élt, sőt, a filmben is szereplő szállodában is dolgozott. James Cagney amerikai környezetében több német család is élt, ezért szívesen vállalta a szerepet, melyet utóbb a rendkívül sok szöveg miatt nehéznek érzett. A forgatást viszont megnehezítette James Cagney és Horst Buchholz ellentéte, melyről Cagney később úgy nyilatkozott, hogy pályafutása során ez volt ez egyedüli komoly és tartós nézeteltérése.
A film német szereplői saját hangjukon beszélnek angolul, kivéve a Schattenburg grófot alakító Hubert von Meyerinck, aki ugyan szintén saját hangján beszélt, de kiejtése miatt utószinkronizálták. A német szinkronban a fontosabb német szereplők önmagukat alakítva saját hangjukon beszélnek németül. 
A film eredetileg egy kis költségvetésű mű lett volna. A forgatók viszont egyik estéről reggelre azt tapasztalták, hogy a Brandenburgi kapu teljesen váratlanul lezárásra került, a forgatás lehetetlenné vált, emiatt több már leforgatott jelenet is használhatatlan lett. A kaput a Bavaria studióban nagy költséggel díszletként kellett újraépíteni.
A filmben néhány nyílt termékelhelyezés látható, pl. Coca-Cola, Mercedes-Benz, Pan American World Airways, MayserHat.

## Fogadtatás
A film a bemutatója idején nem aratott különösebb sikert. Az amerikai közönség számára túl idegen és távoli volt a hidegháborús Berlin világa, a német közönség úgy értékelte, hogy a kettéosztott és félig romos város nyomorúságán ízléstelen dolog viccelődni. A film 1985-ös német újrabemutatója idején viszont már nagy sikert aratott, különösen Nyugat-Berlinben. A filmet a szocialista országokban 1990 előtt nem vetítették és tévében sem adták, a magyar közönség számára is évtizedeken keresztül ismeretlen volt.
A film a forgatási költségek elszállása miatt alig termelt nyereséget, ebben jórészt a berlini fal építése, a Brandenburgi kapu egyik napról a másikra történt lezárása is közrejátszott, a kaput igen magas költséggel díszletként kellett felépíteni. 

## Zene
- A filmben több alkalommal hallható Aram Hacsaturján Kardtánc művének részlete, Fräulein Ingeborg is erre táncol a kelet-berlini Hotel Patyomkin asztalának tetején, az áramkimaradás miatt lángoló nyársakkal a kezében.
- A film elején a keleti felvonulók az Internacionálé német nyelvű verziójára menetelnek.
- MacNamara irodájában a kakukkos óra a Yankee Doodle dallamát játssza.
- A terhes Scarletthez kihívott Dr. Krause panaszolja, hogy a beteg miatt megint el fog késni az operából, majd Richard Wagnertől a Walkűrök lovaglását dudorássza elmenetkor. A Patyomkin Hotelbe való esti odaúton is ez a dallam hallható, nagyzenekari változatban.
- Ottót a kelet-berlini rendőrségen alvásmegvonással és Brian Hyland "Itsy Bitsy Teenie Weenie Yellow Polka Dot Bikini" című, akkoriban nagyon népszerű, később örökzölddé vált dalának folyamatos játszásával kergették a lelki összeomlásba és a kémvád beismerésére.
- A Patyomkin Hotel zenekara Mac érkezésekor az 1922-ben írt „Ausgerechnet Bananen“ dalt játssza. Noha a dal eredetije amerikai volt, német szövegével ez lett Németország egyik legnépszerűbb slágere az 1920-as években. A szállodai zenekar karmestere és egyben énekese Friedrich Hollaender, a huszas-ötvenes évek népszerű zeneszerzője, több tucat német és amerikai filmzene, többek között a Kék angyal és a Kísértetkastély Spessartban szerzője.

## Forgatási helyszínek
A film kelet-berlini jelenetei is nyugat-berlini helyszíneken készültek, a kelet-berlini forgatás értelemszerűen lehetetlen volt. A helyszínek egy része 1961-ben még szinte romterület benyomását keltette. 1990-től kezdődött a rohamos beépítés, a filmben látható helyszínek egy része azóta a felismerhetetlenségig megváltozott, néhány helyszín beazonosíthatatlan. 

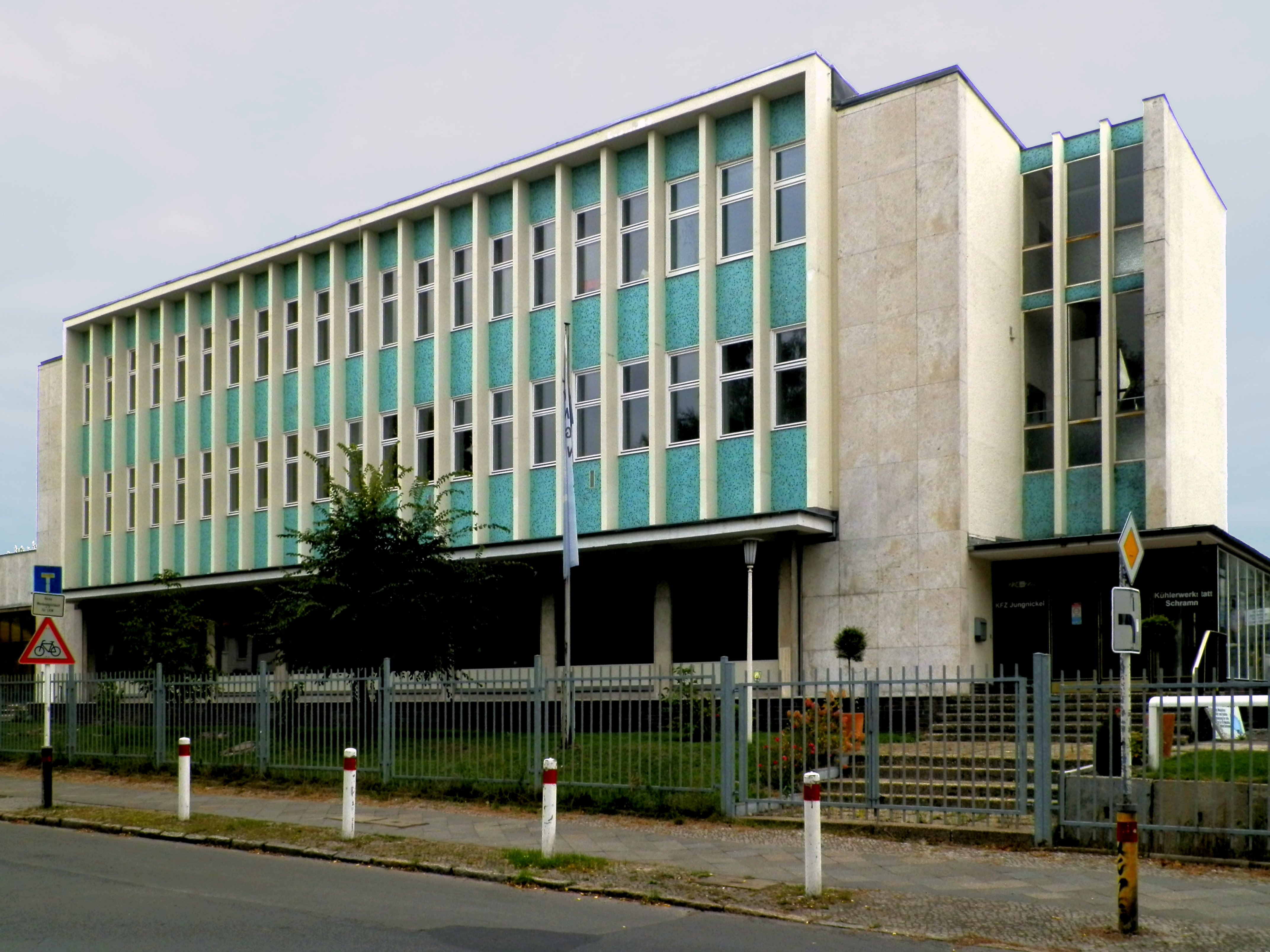
A filmben látható berlini Coca-Cola fióktelep

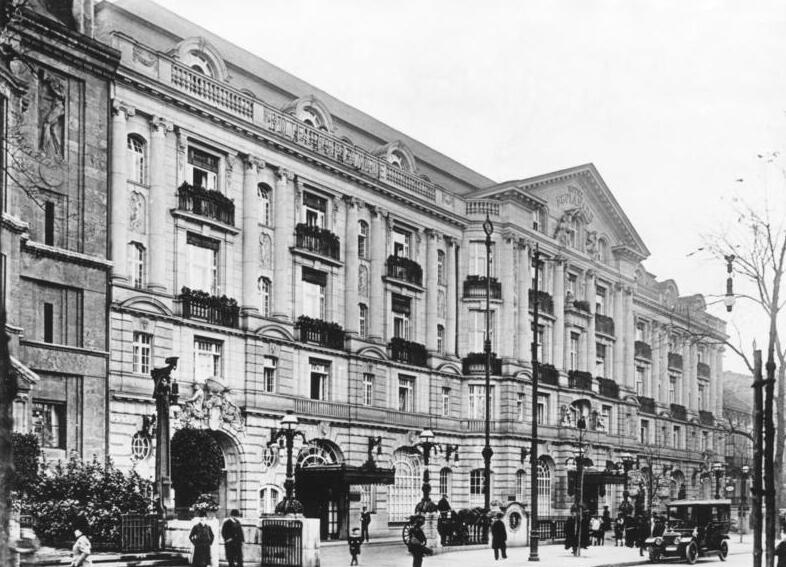
A Hotel Esplanade a háború előtt, a filmbéli romos Hotel Patyomkin

- A Coca-Cola egykori berlini fióktelepe, Berlin-Lichtenfeld, Hildburghauser Strasse 224, mintegy 12 kilométerre délre Berlin központjától. A Coca-Cola később új telephelyre költözött, a filmben látható épület 2020 körül lakatlan, de mivel műemléki védettséget élvez, nem kerül lebontásra.

Noha az épület valós, egyrészt csak a külső felvételekhez és a földszinti töltőüzem bemutatásához használták, másrészt a filmbéli helyszíne a belvároshoz jóval közelebb került a ténylegesnél. MacNamara irodaablakából való kilátás a templommal és modern házakkal nem egyezik meg a külvárosias, családiházas valós környezettel. Noha az épület csak két emeletes, a szemközti ház mintegy hatodik emelete van egy magasságban az irodával. A filmben az irodába néhány perc alatt ki tudott érkezni az ügyvéd, a fodrász, az elegáns boltokból a ruha- és cipőszállítmány. Az elszegényedett gróf is említi, hogy csak percekre tudott elszabadulni a Kempinski Bristol szállóban lévő munkahelyéről, mely a Kurfürstendammon található.  
- A berlini Tempelhof-repülőtér, a film elején Scarlett, a végén a szülei érkezése Berlinbe.
- A Brandenburgi kapu, a film egyik legfontosabb helyszíne. A forgatás megkezdésekor a kapunál még szabad volt az átkelés, ám váratlanul megkezdődött a berlini fal építése, a forgatás egyik napról a másikra a nyugati oldalon is lehetetlenné vált a kaputól 40-60 méterre húzódó lezárt övezet miatt. A film elején MacNamara narrációjában meg is említi az eseményt. A film folytatásához a kaput és a környékét igen magas költséggel a Geiselgasteigben működő Bavaria Film Studiosban kellett felépíteni.
- Hotel Esplanade, Bellevue str.16-18. A film egyik meghatározó jelenete a kelet-berlini Hotel Patyomkinban játszódik. A forgatás beltéri helyszíne a nyugat-berlini Hotel Esplanade, a háború előtti Berlin egyik legelegánsabb szállodája volt, közvetlenül az egykor nyüzsgő élető Potsdamer platz mellett. A háború során bombatalálatot kapott, részben összeomlott. Mivel a Kaisersaal, azaz filmben is látható díszterem, a reggelizőterem és a lépcsőház leromlott állapotban ugyan, de súlyos sérülések nélkül átvészelte a háborút, az épület többi részének visszabontása után rendezvényhelyszínként megőrizték. Az egykor elegáns szálloda lecsonkolt maradványa kívülről afféle országúti diszkó képét öltötte a német egyesítésig letarolt és elhanyagolt környéken. Többek között a Kabaré néhány jelenete is itt készült. Az egyesítés után gyors ütemben felfejlesztették a környéket. Az épület megmaradt része műemléki védelem alatt állt, de mivel útban volt egy építkezésnek, 1996-ban légpárnás módszerrel 75 méterrel arrébb költöztették, ma a Sony Center része. Billy Wildernek személyes kötődése is volt az épülethez, berlini évei során a szállodában is dolgozott.
- A nyugat-berlini Anhalter Bahnhof (pályaudvar) főbejárati része, mint a Hotel Patyomkin utcai frontja a bejárattal. Mivel az egyébként is súlyosan sérült pályaudvar az ország kettéosztásával elveszítette az összes nyugati irányú vasúti kapcsolatát, 1960-ban a filmben is látható főbejárati rész kivételével lebontották.
- A film elején látható a romos állapotában meghagyott Vilmos császár emléktemplom, a Breitscheidplatz a bikinis Cola plakáttal, mögötte a Bikini bevásárlócentrum, majd a Budapester str. 20. szám környékén álló pavilonsor, mögötte az Állatkert fái.
- Az NDK Volkspolizei épülete a Lindenstrasse 23. alatti Victoria-Versicherungsgebäude biztosító.
- Markgrafenstraße 94, ahol a Moszkvics levágja a kanyart a Mercedes üldözése közben.
- Straße des 17. Juni (Június 17. út), Ottó motorozása a Brandenburgi kapu felé, miközben a kipufogógáz felfújja a léggömböt.
- A Nürnberger Straße és Tauentzienstraße, valamint a Nürnberger Straße & Lietzenburger Straße kereszteződései, a film végén a repülőtérre vezető úton.
- Ottó az NDK rendőrök általi elfogásának és a Mercedes-Moszkvics romos házak közötti versenynek a helyszíne a St.-Matthäus-Kirche (templom) körüli romos terület, a Potsdamer tértől pár száz méterre északra.
- A Brandenburgi kaputól kelet felé, ahol a felvonulás is volt nem valós környezet, a Bavaria filmstúdióban forgatták.

## Járművek
- MacNamara autója egy 1956-os Mercedes-Benz W186 Model 300 luxuslimuzin.
- A szovjetek autója egy 1958-as Moszkvics 407.
- Otto Piffl oldalkocsis motorja egy háború előtt gyártott DKW SB-200.
- A Coca-Cola cég szállítójárművei 1956-os Ford FK kisteherautók.
- A Brandenburgi kapunál egy alkalommal feltűnik egy Messerschmitt KR200-as háromkerekű törpeautó
- Az NDK rendőrök kocsija egy 1956-os Simca Aronde Elysée.

## Díjak és jelölések
- Oscar-díj, USA 1962 – Daniel L. Fapp, legjobb fekete-fehér operatőri munka jelölés
- Golden Globe-díj, USA 1962 – legjobb vígjáték jelölés
- Golden Globe-díj, USA 1962 – Pamela Tiffin, legjobb női mellékszereplő jelölés
- Laurel Awards, 1962 – legjobb vígjáték, 4. helyezés
- Laurel Awards 1962 – James Cagney, legjobb férfi vígjátéki alakítás, 4. helyezés
- National Board of Review, USA 1961 – a legjobb tíz film egyike
- New York-i filmkritikusok díja 1961 – James Cagney, legjobb színész jelölés
- New York-i filmkritikusok díja 1961 – Billy Wilder és I.A.L. Diamond, legjobb forgatókönyv jelölés
- Writers Guild of America, USA 1962 – Billy Wilder és I.A.L. Diamond, legjobb amerikai vígjáték jelölés

## Érdekességek
- A filmben több, Magyarországon akkoriban kevésbé ismert filmre, személyre, eseményre történik utalás.
- – Hová tűnt Scarlett? – Bizonyára elfújta a szél.
- A cipőjével az asztalt csapkodó Borogyenkó elvtárs utalás Hruscsov ENSZ-béli esetére.
- A keleti tüntetők „Soha többé U–2” plakátjai a korábbi U–2 kémrepülő esetére (a Powers-ügyre) utalnak.
- A rendőr a kapunál, aki megvesztegetés gyanánt elfogadja a rekesz kólát, de visszaérkezéskor visszaadja az üres üvegeket Liselotte Pulver férje, Helmut Schmid színész-rendező.
- James Cagney igen nehéznek érezte a rendkívül sok memorizálást igénylő szerepét, valamint Horst Buchholz túlzottan rámenős, „jelenetrabló“ stílusával sem volt kibékülve. Ezután már csak egy főszerepet vállalt húsz évvel később, az 1981-es Ragtime című filmben.